# 長谷川淳二
長谷川 淳二（はせがわ じゅんじ、1968年〈昭和43年〉8月5日 - ）は、日本の政治家、元自治・総務官僚。自由民主党所属の衆議院議員（2期）、自由民主党愛媛県連会長。元総務大臣政務官。

## 来歴
岐阜県加茂郡七宗町の茶生産農家に生まれる。七宗町立上麻生小学校、七宗町立上麻生中学校、東海高等学校、東京大学法学部卒業後、1991年4月、旧自治省（現・総務省）に入省。総務省財政課財政企画官などを経て、2008年に愛媛県に出向。県総務部長を経て2012年から3年間愛媛県副知事を務めた。2015年に総務省に復帰し、2018年の西日本豪雨災害では宇和島市に現場入りし、災害対応を指揮した。
2019年9月、自由民主党の山本公一元環境大臣が次期衆院選に立候補せず、政界を引退する意向を示すと、自民党は山本の後継となる愛媛4区公認候補を選ぶ公募を行い、12月20日には4区内の全21地域支部から他薦された長谷川の擁立方針を決めた。県連会長の山本順三は選考理由について「地元出身者ではないことは大きなネックだが、県内の状況を熟知していて適任。西日本豪雨災害への対応でも、先頭に立って被災者の生活支援のために尽力していただいたことも要因の一つ」と述べた。長谷川は12月25日付で総務省を辞職、翌26日に住所を横浜市から宇和島市に移し、自民県連から受けていた立候補要請の受諾を表明した。2020年1月8日、立候補を正式表明。
2021年10月の第49回衆議院議員総選挙では、自民党の公募で長谷川に敗れ無所属で立候補した桜内文城元衆議院議員らを破り初当選した。

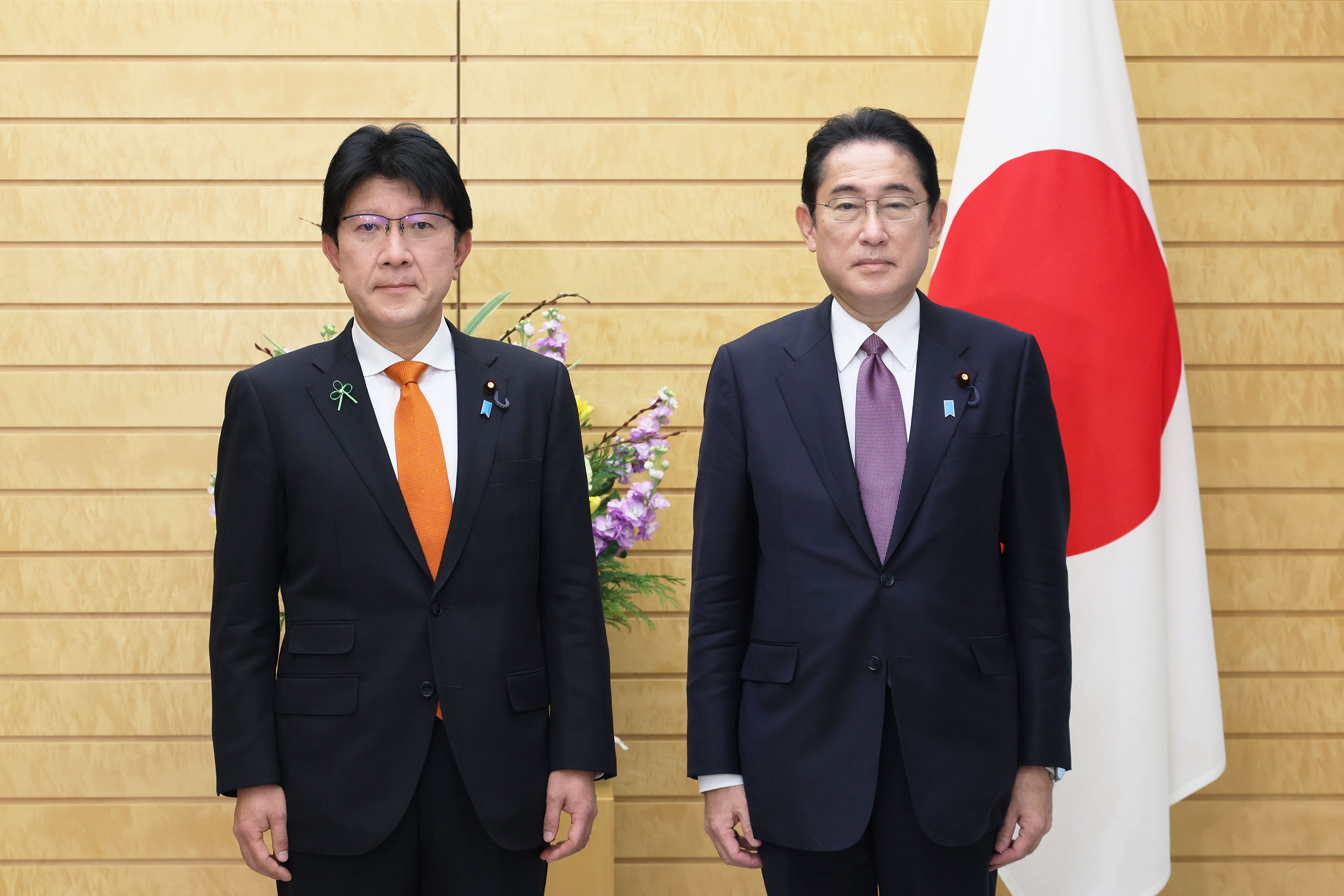
大臣政務官の就任にあたり内閣総理大臣岸田文雄と

2022年12月23日、区域変更された愛媛3区の支部長に決まった。27日、辞任した杉田水脈の後任として、第2次岸田第1次改造内閣の総務大臣政務官に就任。
2023年9月15日第2次岸田第2次改造内閣で総務大臣政務官を留任。
2024年3月30日自民党愛媛県連会長に就任。同年9月27日に行われた自民党総裁選挙において小泉進次郎の推薦人に名を連ねた。1回目の投票では小泉に投じ、得票数1位の高市早苗と2位の石破茂が進んだ決選投票では石破に投じた。
2024年10月3日石破内閣で総務大臣政務官を留任。
2024年10月27日の第50回衆議院議員総選挙で愛媛3区から立候補し再選。

## 所属団体・議員連盟
- 自民党たばこ議員連盟[21]
- 果樹農業振興議員連盟
- 真珠振興議員連盟(事務局長)
- 水産政策推進議員協議会
- フラワー産業議員連盟
- 人口減少対策議員連盟
- 農村基盤整備議員連盟
- 森林整備・治山事業促進議員連盟
- 砂防事業促進議員連盟
- 生コン議員連盟
- 漁港漁場漁村整備促進議員連盟
- しいたけ等振興議員連盟(事務局長)
- 郵便局の新たな利活用を推進する議員連盟
- 自治体病院議員連盟
- 町村の振興を考える会
- 生活衛生議連
- 海事振興連盟
- 自転車活用推進議員連盟
- トラック輸送振興議員連盟
- 証券市場育成等議員連盟
- 電力安定供給議員連盟
- バス議員連盟
- 酪政会
- 自動車議員連盟
- 地域包括ケアシステム・介護推進議員連盟

## 選挙歴
| 当落 | 選挙                   | 執行日         | 選挙区      | 政党       | 得票数     | 得票率 | 定数 | 得票順位 /候補者数 | 政党内比例順位 /政党当選者数 |
| ---- | ---------------------- | -------------- | ----------- | ---------- | ---------- | ------ | ---- | ------------------ | ---------------------------- |
| 当   | 第49回衆議院議員総選挙 | 2021年10月31日 | 愛媛県第4区 | 自由民主党 | 8万1015票  | 56.59% | 1    | 1/5                | /                            |
| 当   | 第50回衆議院議員総選挙 | 2024年10月27日 | 愛媛県第3区 | 自由民主党 | 10万2587票 | 62.08% | 1    | 1/3                | /                            |